# Trenton (Carolina del Nord)
Trenton è un comune degli Stati Uniti d'America, situato in Carolina del Nord, nella contea di Jones, della quale è il capoluogo.